# Andrew Stunell

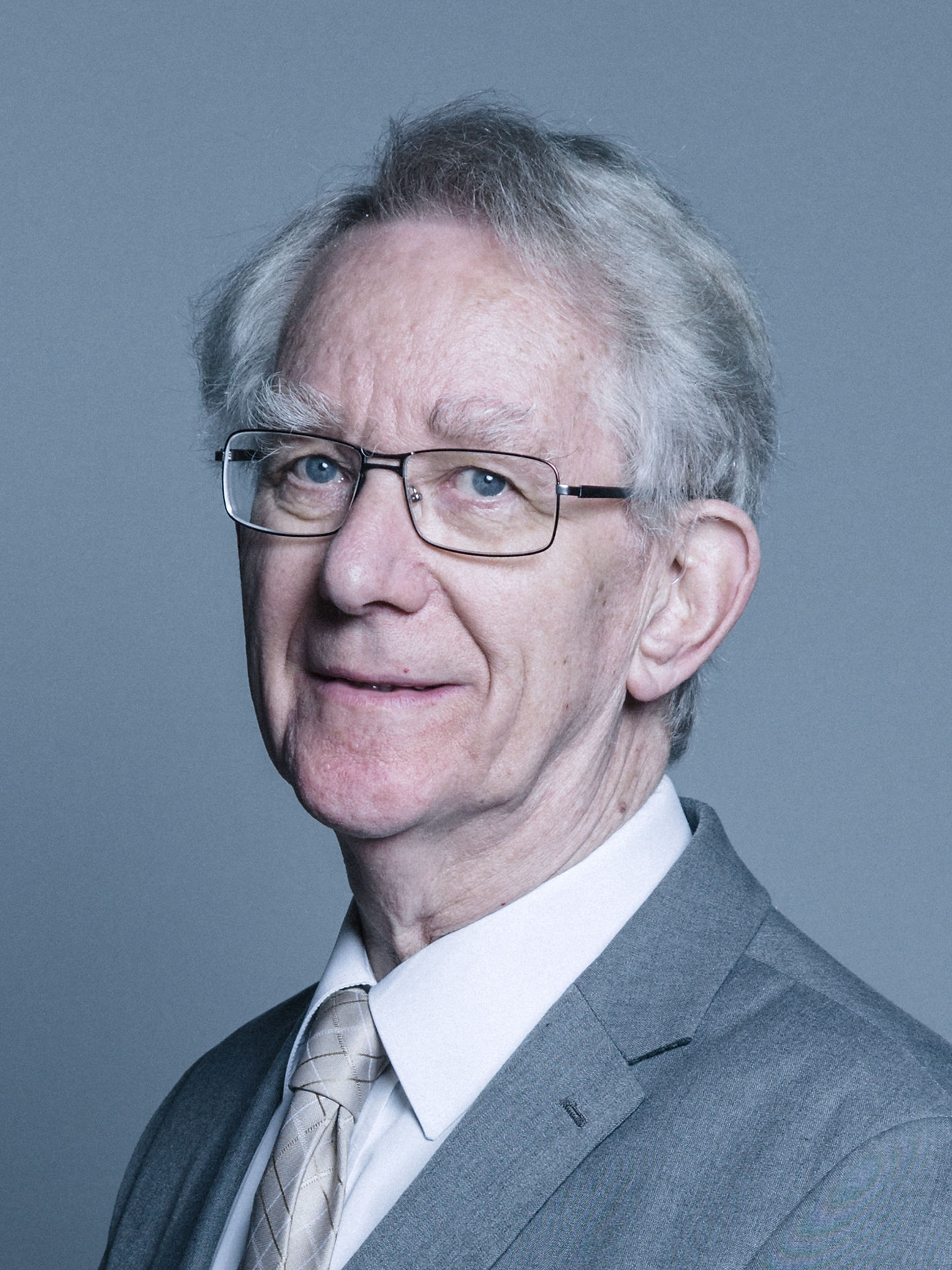
Andrew Stunell, Baron Stunell (2018)

Robert Andrew Stunell, Baron Stunell, OBE, PC (* 24. November 1942 in Sutton, Surrey; † 29. April 2024) war ein britischer Politiker der Liberal Party, der SDP–Liberal Alliance sowie zuletzt der Liberal Democrats, der unter anderem zwischen 1997 und 2015 Mitglied des House of Commons war. Von 2015 bis zu seinem Tod 2024 war er als Life Peer Mitglied des House of Lords.

## Leben

### Architekt, Kommunalpolitiker und erfolglose Unterhauskandidaturen
Robert Andrew Stunell begann nach dem Besuch der Surbiton County Grammar School for Boys ein Architekturstudium an der Victoria University of Manchester und dem Liverpool Polytechnic. Nach seinem Abschluss arbeitete er zwischen 1965 und 1967 zunächst für The Co-operative Group in Manchester sowie anschließend 1967 und 1981 für Runcorn New Town, ehe er zwischen 1981 und 1985 als freiberuflicher Architekt tätig war. 1969 wurde er Mitglied des Royal Institute of British Architects (RIBA). Er engagierte sich daneben als Laienprediger für die Baptisten und später als aktives Mitglied seiner örtlichen Methodistenkirche. Sein politisches Engagement begann er in der Kommunalpolitik für die Liberal Party und wurde für diese 1979 zum Mitglied des Stadtrates von Chester sowie 1981 zum Mitglied des Cheshire County Council gewählt, des Rates der Grafschaft Cheshire.
Bei den Unterhauswahlen am 3. Mai 1979 kandidierte Stunell zudem für die Liberal Party beziehungsweise am 9. Juni 1983 sowie am 11. Juni 1987 für die SDP–Liberal Alliance im Wahlkreis „Chester“ für ein Mandat im House of Commons, des Unterhauses des Parlaments des Vereinigten Königreichs, unterlag allerdings jeweils Peter Morrison von der Conservative Party. Er arbeitete von 1989 bis 1996 als politischer Sekretär der Association of Liberal Democrat Councillors, der Vereinigung der Stadträte der Liberal Democrats, der er nunmehr angehörte, und war sechs Jahre lang Mitglied des Rates von Stockport. Für seine Verdienste wurde er bei den „New Year Honours“ zum 1. Januar 1995 zum Officer des Order of the British Empire (OBE) ernannt. Bei der Unterhauswahl am 9. April 1992 kandidierte er für die Liberal Democrats im Wahlkreis „Hazel Grove“ erneut erfolglos für einen Sitz im House of Commons und unterlag dieses Mal dem Wahlkreisinhaber Tom Arnold von der Conservative Party.

### Unterhausabgeordneter und Parlamentarischer Unterstaatssekretär

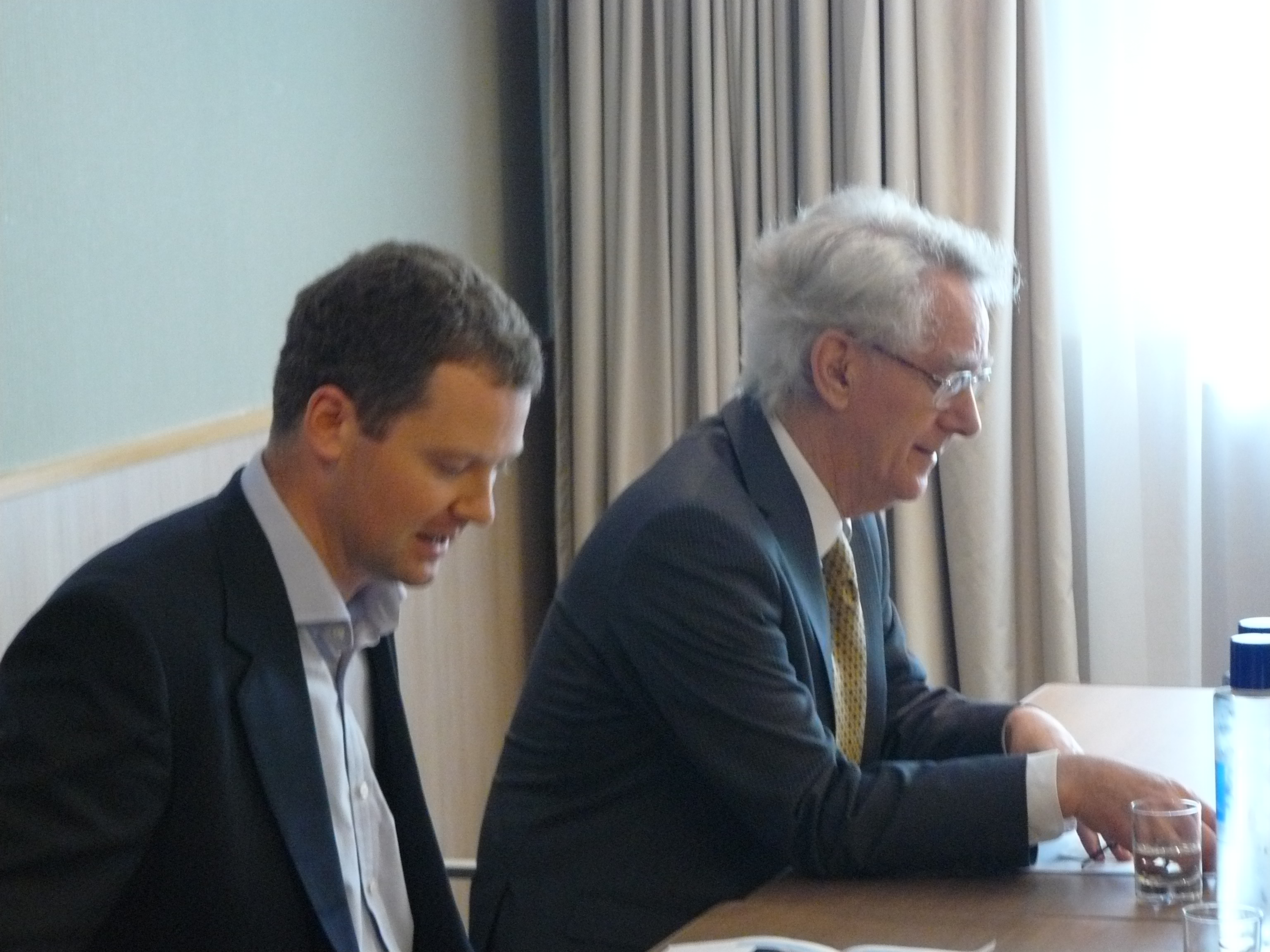
Stunell (rechts) bei einer Pressekonferenz mit Neil O’Brien am 4. Oktober 2011.

Bei den darauf folgenden Unterhauswahlen am 1. Mai 1997 wurde Andrew Stunell für die Liberal Party als Nachfolger des zurückgetretenen Tom Arnold im Wahlkreis „Hazel Grove“ schließlich erstmals zum Mitglied des House of Commons gewählt und vertrat diesen Wahlkreis nach seiner Wiederwahl am 7. Juni 2001, am 5. Mai 2005 und am 6. Mai 2010 bis zum 30. März 2015, woraufhin William Wragg von den konservativen Tories bei der Unterhauswahl am 7. Mai 2015 zum neuen Abgeordneten in diesem Wahlkreis gewählt wurde.
Während seiner langjährigen Unterhauszugehörigkeit fungierte Stunell vom 1. Juni 1997 bis zum 1. Juni 2005 als Sprecher der Fraktion der Liberal Democrats für Umwelt, Ernährung und ländliche Angelegenheiten. Zugleich war er zwischen dem 31. Juli 1997 und dem 11. Mai 2001 Mitglied des Verfahrensausschusses (Procedure Committee) sowie vom 4. Juni 1998 bis zum 2. Mai 2006 Mitglied des Ausschusses zur Modernisierung des Unterhauses (Modernisation of the House of Commons Committee). Als Nachfolger von Paul Tyler übernahm er am 10. Juni 2001 den Posten als Erster Parlamentarischer Geschäftsführer der Fraktion der Liberaldemokraten (Liberal Democrat Chief Whip) und hatte diesen bis zu seiner Ablösung durch Paul Burstow am 10. März 2006 inne. Daneben gehörte er zwischen dem 3. Juli 2001 und dem 18. Juli 2006 dem Auswahlausschuss (Committee of Selection) und vom 19. November 2001 bis zum 24. April 2006 dem Ausschuss für Finanzen und Dienstleistungen (Finance and Services Committee) als Mitglied an. Im Anschluss war er zwischen dem 10. März und dem 5. Mai 2006 erst Sprecher der liberaldemokratischen Fraktion für das Amt des stellvertretenden Premierministers sowie vom 5. Mai 2006 bis zum 20. Dezember 2007 Sprecher seiner Fraktion für Gemeinden und lokale Behörden. Danach war er zwischen dem 19. Januar 2009 und dem 6. Mai 2010 Mitglied des Ausschusses für internationale Entwicklung (International Development Committee) sowie vom 1. Juni 2009 bis zum 6. Mai 2010 Mitglied der Ausschüsse für Rüstungsexportkontrolle (Committees on Arms Export Controls).
Nach dem Wahlsieg der Conservative Party bei der Unterhauswahl am 6. Mai 2010 und der Bildung einer Koalition der Konservativen mit den Liberaldemokraten wurde Stunell am 12. Mai 2010 als Parlamentarischer Unterstaatssekretär im Ministerium für Gemeinden und Kommunalverwaltung (Parliamentary Under-Secretary for Communities and Local Government) berufen und war bis zum 6. Mai 2012 im Kabinett Cameron I einer der engsten Mitarbeiter des Ministers für Kommunen und lokale Selbstverwaltung Eric Pickles. 2012 wurde er Mitglied des Privy Council (PC), ein politisches Beratungsgremium des britischen Monarchen. Zuletzt war er zwischen dem 9. Januar und dem 3. April 2014 Mitglied des Gemeinsamen Parlamentsausschusses für einen Gesetzentwurf zur modernen Sklaverei (Draft Modern Slavery Bill (Joint Committee)). Für seine langjährigen Verdienste wurde er am 24. Januar 2014 als Knight Bachelor (Kt) nobilitiert, wodurch er fortan das Prädikat „Sir“ führte.

### Oberhausmitglied
Nach seinem Ausscheiden aus dem Unterhaus am 30. März 2015 wurde Andrew Stunell am 26. Oktober 2015 als Baron Stunell, of Hazel Grove in the County of Greater Manchester, als Life Peer aufgrund des Life Peerages Act 1958 der Peerage of the United Kingdom erhoben, wodurch er bis zu seinem Tode am 29. April 2024 Mitglied des House of Lords, des Oberhauses des Parlaments, war. Während seiner Oberhauszugehörigkeit war er zwischen dem 17. Mai 2018 und dem 4. März 2019 Mitglied des Ausschusses für das Bestechungsgesetz 2010 (Bribery Act 2010 Committee) sowie vom 29. November 2018 bis zum 31. März 2019 auch Mitglied des Ausschusses für den Gesetzentwurf für die Restaurierung und Erneuerung von Parlamentsgebäuden (Draft Parliamentary Buildings (Restoration and Renewal) Bill Committee), ehe er zuletzt zwischen dem 17. April 2021 und dem 31. Januar 2023 als Mitglied dem Built Environment Committee angehörte, der sich mit vom Menschen geschaffene Bedingungen wie beispielsweise der Architektur, Landschaftsarchitektur, Stadtplanung, im öffentlichen Gesundheitswesen, in der Soziologie und Anthropologie befasst.
Aus seiner 1967 geschlossenen Ehe mit Gillian Chorley gingen drei Söhne und zwei Töchter hervor.